# Mota de Sant Feliu d'Avall
La Mota de Sant Feliu d'Avall fou una mota, o castell altmedieval d'estil romànic del segle x del poble de Sant Feliu d'Avall, a la comarca del Rosselló, Catalunya del Nord.
Estava situat en un turó artificial, mota, construït a ponent del poble de Sant Feliu d'Avall, a uns 150 metres de distància de la població. És en una propietat particular situada en el número 112 de l'Avinguda del Canigó, al costat nord-est mateix de la Casa del Comú de Sant Feliu d'Avall.

## Història
En un document notarial del 1475 ja apareix amb el nom de Mota: campum meum vocatum la Mota situm in terminis Sancti Felici Inferioris. La tradició oral ha mantingut aquesta denominació, tot i que no és segur que el que ara es coneix com la Mota correspongui exactament a la mota medieval. El material i la tècnica emprades en aquesta mota fan pensar en una construcció dels segles XI o XII.
Com moltes motes, era prop d'un camí, del qual devia ser un element protector, de vigilància: pel seu costat de ponent passava un camí que cap al sud anava a Corbera la Cabana, i cap al nord, a Cornellà de la Ribera, passant a gual la Tet.

## Característiques
En el cadastre napoleònic del 1812 és representada per un octàgon allargassat en l'eix llevant-ponent, tot i que hom pensa que originalment la fortificació era ovalada. Feia 32,5 m de llarg per 25 d'ample, amb uns murs de 3 metres d'alçada en la seva part central.
En un sondeig del 1984 es descobrí, a cosa d'un metre sota terra, un angle de mur format per quatre filades de còdols de riu units per morter de calç. S'hi va trobar ceràmica grisa i vidriada, així com teules àrabs. Això fa pensar que devia ser abandonada a l'entorn del segle xiv.